# Globočica (jezero)
Jezero pri vasi Globočica (albansko Glloboçica) je umetno jezero severno od mesta Struga v jugozahodni Severni Makedoniji. Nastalo je leta 1965 in zavzema površino 2,69 km². Jez zajezi Črni Drim, ki izvira iz Ohridskega jezera pri Strugi. Hidroelektrarna ima skupno moč 42 megavatov.
Jezero Globočica je eno od dveh akumulacijskih jezer v Severni Makedoniji, ki ležita na Drimu. Debarsko jezero je le nekaj kilometrov nižje v bližini mesta Debar.

## Posebnosti
Jez je zgrajen iz zloženega kamna, njegova višina od temelja je 90 m, od struge pa 82,5 m. V vznožju je dolg 270 m, na temenu 202 m, širina venca pa je 6 m. Jezero je dolgo 12 km, največja širina je 350 m, povprečna širina pa 224 m. V navedenem okviru pokriva površino 2,69 km². Pri najvišjem nivoju jezerske vode (691,5 m) lahko akumulira 68,3 x 106 m³ vode, pri normalnem nivoju (687 m) 57,8 x 106 m³, pri najnižjem nivoju (682 m) pa 13,0 x 106 m³ vode. Namenjeno je proizvodnji električne energije preko hidroelektrarne z močjo 41,6 MW ter uravnavanju pretoka Črnega Drima in gladine dolvodnega Špiljskega jezera, ki tvori edinstven elektroenergetski sistem.

## Galerija
- Pogled na jezero
- Jezero z vasjo Globočica
- Barka ob jezeru
- Počitniške hiše ob jezeru